# マレンゴの戦い

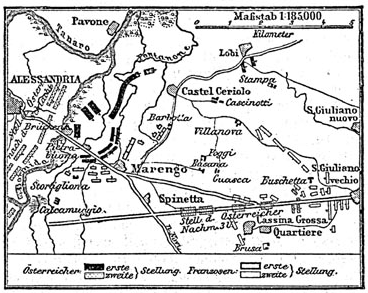
マレンゴの戦いの配置図。6月14日早朝

マレンゴの戦い（マレンゴのたたかい、仏: Bataille de Marengo）は、第二次イタリア遠征において、1800年6月13・14日に行われた、ナポレオン率いるフランス軍とメラス率いるオーストリア軍との戦闘。現在のイタリア北部ピエモンテ州アレッサンドリア近郊の町マレンゴとその周辺で行われた。ナポレオンが敵情を誤認し作戦指揮を誤ったため劣勢に陥ったが、ドゼー将軍の部隊が救援に駆け付け、フランス軍が辛くも勝利した。しかし、ナポレオンは大勝利と喧伝し、マレンゴの名を愛馬に与えた。

## 背景
1798年にオーストリアは第二次対仏大同盟を結成してフランスへ宣戦し、1800年までに北イタリアの大部分を奪回した。1799年に第一統領に就任してフランスの独裁権を確立したボナパルトは、反撃のためにジュネーヴに軍を集結させた。1800年5月、ボナパルトは37,000の兵を率いてグラン・サン・ベルナール峠を越え、北イタリアへ進出した。ただこの山脈を超えるのに、雪崩を防止するため、大砲を使用したため、敵より砲の数が劣ることとなった。
その頃、オーストリア軍はジェノヴァに篭城するアンドレ・マッセナ指揮下のフランス軍部隊を攻囲中であった。ボナパルトはオーストリア軍の背後に出てミラノとパヴィアを占領するが、ジェノヴァのフランス軍部隊は限界に達し6月4日に開城した。その後、オーストリア軍主力はトリノに集結した。
ボナパルトの機動によってオーストリア軍は退路を遮断される形となったが、司令官のメラスは東進を決意し、アレッサンドリアまで前進した。これに対してフランス軍は、オーストリア軍主力がトリノにとどまっていると誤認し、兵力を分散したまま西進した。こうして両軍は、6月14日、アレッサンドリア近郊のマレンゴにおいて遭遇した。

## 経過
6月14日早朝、オーストリア軍31,000はアレッサンドリアからマレンゴへ前進し、午前9時、マレンゴの村にいたクロード・ヴィクトール＝ペランのフランス軍部隊を攻撃した。このときボナパルトは戦場から5キロ後方にいた。ボナパルトは攻撃がオーストリア軍主力によるものと認識し、ただちにジャン・ランヌとジョアシャン・ミュラの部隊を増援に投入した。さらに別働隊へも伝令を送り、自身は午前11時に戦場へ到着した。
この時点で戦場のフランス軍は23,000しかおらず、数で勝るオーストリア軍の攻勢を支えるのに手一杯であった。午後2時にはマレンゴの村がオーストリア軍に奪われ、フランス軍は3キロ余りの後退を強いられた。メラスはこの時点で勝利を確信し、勝報をウィーンへ送っている。
午後5時、ルイ・シャルル・アントワーヌ・ドゼーの別働隊5,000が来着し、兵力の上では互角となったフランス軍は逆襲に転じた。ドゼー自身がオーストリア軍の正面へ突撃し、ケレルマンの騎兵部隊がオーストリア軍の背後を襲撃した。この奇襲攻撃によってオーストリア軍は分断され、アレッサンドリアへ向けて敗走した。
戦いはフランス軍の逆転勝利に終わったが、激闘の最中、勝利に大きな貢献を果たしたドゼーは31歳で戦死した。

## 影響
6月15日にメラスは降伏し、北イタリアは再びフランスの手に落ちた。この時点ではまだ余力があったが、12月3日にジャン・ヴィクトル・マリー・モローの率いるフランスのライン川方面軍がオーストリア軍を破ったホーエンリンデンの戦いの結果、オーストリアは戦意を喪失し、リュネヴィルの和約に応じた。これにより第二次対仏大同盟は崩壊した。
ナポレオンにとってもこの戦いの勝利は極めて大きかった。ナポレオン敗北という誤報にフランスの内閣はフーシェや、タレーラン、ナポレオンの兄弟達はナポレオンの後釜を求めて苛烈な権力闘争をはじめており、ここで負けてしまえば、失脚がほぼ間違いなく、皇帝になるのは極めて難しいと思われるからだ。

## 逸話
- マレンゴの戦いの夜、戦場の混乱の中で食料が届かない中、料理人がありあわせの材料で工夫し、チキンのトマト煮にエビと玉子を添えた料理をナポレオンに提供した。これがフランス料理の「鶏のマレンゴ風」の起源であり、以来ナポレオンはげん担ぎの意味でしばしばこの「鶏のマレンゴ風」を食した、とされる。ただし当時トマトが手に入ったかは疑わしく、この話は俗説に過ぎないとされる。ナポレオンの勝利を記念してレストランの料理人が創作したのであろうというのが、より確からしい起源の説明である（鶏のマレンゴ風参照）。
- プッチーニのオペラ『トスカ』では、第1幕でボナパルトがマレンゴの戦いに敗れたという誤報がもたらされ、第2幕でボナパルトが勝ったという正しい知らせが届く。
- ナポレオンの肖像画にも描かれている芦毛の愛馬「マレンゴ」の名はこの戦いが由来とされている。